# Paruline à lores blancs
Myiothlypis conspicillata
Espèce
Synonymes
 * Basileuterus conspicillatus (protonyme)
Répartition géographique
Statut de conservation UICN

 NT  : Quasi menacé
La Paruline à lores blancs (Myiothlypis conspicillata) est une espèce de passereaux appartenant à la famille des Parulidae.

## Distribution et habitat
La Paruline à lores blancs, endémique de la Colombie, habite les forêts de la Sierra Nevada de Santa Marta entre 750 m et 2 200 m d'altitude.

## Conservation
La survie de cette espèce est menacée par la conversion des forêts pour l'agriculture.